# Linux from Scratch
англ. Linux From Scratch (Лінукс із самого початку) — книга Герарда Бікманса й ін., що описує процес збірки з вихідного коду власного дистрибутиву операційної системи GNU/Linux. Книга вільно доступна на сайті Linux From Scratch (www.linuxfromscratch.org [Архівовано 13 березня 2007 у Wayback Machine.]). У ній описано лише процедуру збирання базової системи; для тих, хто бажає розширити її за межі «мінімального робочого варіанта», також існує проєкт англ. Beyond Linux From Scratch.
Для збірки по книзі потрібна працююча система на базі Linux, що містить компілятор і базовий набір бібліотек або Live-CD, який можна скачати з сайту проєкту. У книзі крок за кроком описується, як зібрати на цій основі свій дистрибутив із самого початку. При цьому збірка з вихідного коду дозволяє домогтися деякого поліпшення ефективності роботи шляхом відмови від непотрібних залежностей, оптимізації під задану модель процесора й нічим не обмеженої можливості вибору  компонентів. Девізом системи є: «Your distro, your rules» — «Твій дистрибутив, твої правила».

## Одиниця вимірювання часу SBU
Багато хто хотів би заздалегідь приблизно знати , скільки часу буде потрібно для компіляції та установки кожного пакета. Оскільки проєкт Linux From Scratch може збиратися на різних системах, неможливо визначити точну оцінку часу. Для найбільшого пакета (Glibc) може знадобитися приблизно 20 хвилин на найшвидших системах, але на слабких системах на це може бути витрачено до трьох днів! Замість того , щоб вказувати фактичний час, використовується спеціальна одиниця вимірювання часу Standard Build Unit (SBU).
Одиницю вимірювання SBU  використовується наступним чином. Першим пакетом, який компілюється в цій книзі в розділі 5, є пакет Binutils. Час, необхідний для компіляції цього пакету, буде називатися стандартною одиницею часу збірки Standard Build Unit або SBU. Час компіляції всіх інших пакетів буде виражатися через цей час.

## Майданчик тенет
- Linux From Scratch [Архівовано 13 березня 2007 у Wayback Machine.] — сайт книжки.
- Beyond Linux From Scratch [Архівовано 6 червня 2007 у Wayback Machine.]